# Crusher (боевая машина)
Crusher (/ˈkrʌʃə/, произносится «Кра́шэр», в пер. с англ. «дробилка» или «раздавливатель») — американская полноприводная роботизированная боевая разведывательная машина повышенной проходимости на базе более раннего опытного прототипа — роботизированной платформы Spinner, разрабатывавшаяся с 2004 г. Национальным инженерным центром робототехники при Университете Карнеги — Меллон по заказу Агентства по перспективным оборонным научно-исследовательским разработкам США на сумму 35 млн амер. долл. в рамках межведомственной программы разработки роботов повышенной проходимости UGCV-Perception for Off-Road Robots Integration (UPI), осуществлявшейся совместно с Армией США. Первое публичное представление (выкатывание) машины американской общественности состоялось 28 апреля 2006 г. После передачи проектных материалов компании BAE Systems, — одному из крупнейших подрядчиков военно-промышленного комплекса США, — шасси БРМ «Крашэр» послужило основой для колёсных вариантов семейства боевых машин ARV, разрабатывавшихся филиалами BAE Systems в интересах Армии США, которые, однако, были отвергнуты армейским командованием. 29 ноября 2007 г. Инженерным центром исследований и разработки автобронетанковой техники Армии США был заключён контракт с учреждением-разработчиком на проведение НИОКР на общую сумму 14,4 млн амер. долл., с целью интеграции БРМ «Крашэр» в состав комплекса боевых и вспомогательных роботизированных средств, разрабатывавшихся в рамках государственной программы перевооружения Армии США Future Combat Systems. В соответствии с требованиями заказчика, БРМ «Крашэр» предназначалась для обеспечения огневой поддержки мотопехотных подразделений и ведения тактической разведки в интересах общевойсковых батальонов бригадных тактических групп нового типа (БТГр) Сухопутных войск США.

## Презентация
Свой первый публичный дебют машина произвела в кампусе Университета Карнеги — Меллон в ходе шоу, стилизованного под национальные соревнования джипов-монстров Monster Truck Challenge, где две БРМ «Крашэр», проехав под громкую музыку и световые эффекты по территории студгородка, въехали внутрь здания главного корпуса университета, после чего одна из них заняла место на подиуме как экспонат, а другая в это время разъезжала вокруг и для пущего соответствия своему названию давила своими колёсами ряды специально привезённых для этой цели легковых автомобилей.

## Назначение
Исходно, машина разрабатывалась как многоцелевая единица роботизированной бронетехники, предназначенная для действий в автономном режиме (вне военных подразделений) и самостоятельного решения широкого круга боевых задач, в первую очередь, в условиях исключающих или сильно затрудняющих действия конвенциональной бронетехники с человеческими экипажами (химико-биологическое и/или радиационное заражение местности, многочисленные минно-инженерные заграждения, активное противодействие противника и т. п.). Регулируемый клиренс позволял машине залегать дном на грунт и проводить в таком положении необходимое количество времени, ведя при этом непрерывное наблюдение за обстановкой, разведку противника и мониторинг атмосферного воздуха на предмет наличия в нём следов применения химического, биологического или ядерного оружия. Таким образом, машина по всем своим параметрам подходила для выполнения разведывательных задач, требующих длительного неподвижного нахождения средств разведки на переднем крае, либо в тылу противника, что в равной степени позволяло вести патрулирование и выезжать в дозор в любых условиях обстановки, в том числе и в условиях мирного времени, а не только в ходе ведения боевых действий. Однако, недостаточная огневая мощь бортового вооружения не позволяла самостоятельно решать многие огневые задачи, что требовало действий в связке с удалённо расположенными средствами поражения с неуправляемыми боеприпасами (дальнобойной артиллерией, системами залпового огня), средствами-носителями высокоточного оружия (управляемых ракет) и т. п. Таким образом, машина выполняла разведывательно-корректировочные и целеуказательные функции, а в условиях вооружённого конфликта с технически оснащённым противником, тактико-технические характеристики её бортового вооружения были достаточными только для решения оборонительных задач — для борьбы с живой силой и легкобронированной техникой противника вне укрытий, что само по себе сужало потенциальный спектр способов её боевого применения и ставило в разряд боевых разведывательных машин. Размеры и вес БРМ «Крашэр» позволяли перевозить по две машины на борту тяжёлого военно-транспортного самолёта C-130 «Геркулес».

## Режимы управления
Ручной
Дистанционное управление оператором, который находится
- в непосредственной близости от машины, визуально наблюдая маршрут её движения на местности и управляя ею при помощи ручного пульта управления, — применяется вне района ведения боевых действий при проведении пусконаладочных и регламентных работ, проверке ходовых качеств и маневренности машины, в сочетании с контрольно-проверочным оборудованием или без него;
- на командном пункте, расположенном на безопасном удалении от района оперативного предназначения боевых средств, наблюдая маршрут движения машины по приборам, видеосигналу, отображающемуся в виде цветного изображения на экране, а также по индикаторам кругового обзора и разного рода датчикам и управляя ею при помощи настольного пульта (панели) управления, — применяется при выполнении боевой задачи;

Автономный
Полностью автономное управление, включается и выключается по команде оператора или в случае нарушения радиокомандной линии.

## Техническое описание
Двигательная установка машины представляет собой гибрид, включающий в себя один турбодизельный двигатель (аналогичный используемым в гражданских автомобилях Volkswagen Jetta, но модифицированный) и шесть приводных электродвигателей, по одному на каждое колесо, а также резервный электродвигатель, аккумулирующий электроэнергию, вырабатываемую в результате работы основных двигателей и позволяющий машине идти на выключенных или вышедших из строя двигателях от 3 до 16 километров, в зависимости от перевозимой полезной нагрузки, типа местности и скорости движения. При движении на резервном двигателе машина перемещалась не создавая шума от работы двигателей, что обеспечивало скрытность передвижений в тёмное время суток, а также в светлое время суток, в условиях, препятствующих нормальному обзору (дым, туман, дождь, метель и т. д.). Помимо крутых склонов и сложнопересечённой местности, БРМ «Крашэр» способна свободно преодолевать препятствия, типичные для обстановки уличного боя, в виде легковых машин, невысоких оград, зелёных насаждений и тому подобных объектов городского ландшафта. Характерной отличительной особенностью БРМ «Крашэр» являются четыре лазерных дальномера, внешне напоминающие передние фары автотранспортного средства, смонтированные в передней части корпуса на шарнирах и непрерывно раскачивающиеся в вертикальной плоскости вверх-вниз во время движения машины, а также один лазерный дальномер смонтированный на крыше корпуса машины и вращающийся по часовой стрелке на 360° в горизонтальной плоскости, внешне и по своему принципу работы напоминающий проблесковый маячок. Кроме дальномеров, её экстерьер отличается четырьмя стереоскопическими видеокамерами в лобовой части корпуса — своего рода «глазами» машины. В автономном режиме машина управляется при помощи комбинированного бортового навигационного оборудования, которое включает в себя GPS-навигатор для спутниковой навигации, а также лазерные дальномеры, видеокамеры и другую контрольно-измерительную аппаратуру для ориентирования на местности, при помощи которой, бортовое оборудование навигации машины само формирует трёхмерную план-схему местности, по которой машина ориентируется в ходе движения. В ручном режиме машина может управляться при помощи программного обеспечения, установленного в качестве системной утилиты на компьютер, либо в качестве мобильного приложения на карманное устройство мобильной связи, выпускаемое серийно коммерческими производителями, к примеру, на мобильный телефон или айфон. Стационарный или мобильный командный пункт оснащён внутри необходимым оборудованием управления БРМ «Крашэр», которое внешне напоминает собой обыкновенное место водителя в салоне автотранспортного средства, с соответствующим интерьером (руль, педали, рычаги, тумблеры, кнопки и другие элементы панели управления), — главное отличие между ними заключается в том, что вместо лобового стекла на пульте управления расположен дисплей. Для разнообразия, разработчики предусмотрели возможность дистанционного управления машиной при помощи ручного манипулятора (джойстика) от игровой приставки Xbox 360, — в таком виде, условия работы оператора практически идентичны домашним условиям, в которых любители видеоигр играют в так называемые «шутеры» (виртуальные игры-стрелялки), пользовательский интерфейс программы управления напоминает танковый симулятор, с той разницей, что на экране панели управления БРМ «Крашэр» отображается реальная действительность, а не виртуальная реальность.

## Бортовое оборудование
Базовое электронно-навигационное
- Центральное процессорное устройство Pentium 3 с частотой 700 МГц;
- Инерциальный измерительный блок IMU;

- акселерометры;
- гироскопы;

- GPS-приёмник.

Базовое оптико-электронное
- Дальномерное оборудование LADAR

- 4 лазерных дальномера, размещённых в передней части машины и вращающихся в вертикальной плоскости (сканирующие местность в непосредственной близости перед машиной на удалении до нескольких метров), для определения местонахождения машины в пространстве, ориентирования на местности, определения азимута, измерения расстояний, прокладки маршрута;
- 1 лазерный дальномер, размещённый поверх корпуса машины и вращающийся в горизонтальной плоскости (сканирующий пространство вокруг машины в радиусе 67 метров).

- Видеоаппаратура

- 6 видеокамер наблюдения, расположенных в различных частях корпуса;
- 16 видеокамер оценки обстановки, расположенных в передней части корпуса и по бортам;
- 4 стереоскопических видеокамеры, расположенных в передней части корпуса с дальностью обзора, позволяющей зафиксировать и распознать человеческую фигуру на фоне окружающей местности на расстоянии до 4 километров.

Модульная разведывательная и контрольно-измерительная аппаратура
- Выдвижная перископическая мачта длиной 6 метров, для размещения разведывательной и контрольно-измерительной аппаратуры.

Модульное вооружение
- Дистанционно управляемая турель Rafael Mini Typhoon, позволяющая установку различного стрелково-пушечного вооружения: пулемётов (калибром до 12,7 мм) или автоматических гранатомётов (калибра 40 мм), а также некоторых ракетных систем.

## Технические недостатки
Технической недоработкой автономного управления машиной было то, что её бортовые средства распознавания не отличали людей от других элементов местности, то есть в том случае, если бы люди находились на пути движения машины, она бы их попросту переехала, независимо от того, были ли они комбатантами своими или чужими, или же просто гражданскими лицами — пешеходами. Соответственно этому, даже если удавалось решить проблему идентификации «свой—чужой», проблема рассмотрения искусственным интеллектом машины человека как преграды её движению, которую не требуется объезжать, разработчиками решена не была, что делало невозможным применение БРМ «Крашэр» самостоятельно в населённых пунктах и при сопровождении войск на любом типе местности.

## Сравнительная характеристика
| Общие сведения и сравнительная тактико-техническая характеристика машин на базе роботизированной транспортной платформы MULE, разрабатывавшихся в рамках проектов MULE и ARV целевых программ перевооружения Армии США Future Combat Systems (FCS) и Early Infantry Brigade Combat Team (E-IBCT) | Общие сведения и сравнительная тактико-техническая характеристика машин на базе роботизированной транспортной платформы MULE, разрабатывавшихся в рамках проектов MULE и ARV целевых программ перевооружения Армии США Future Combat Systems (FCS) и Early Infantry Brigade Combat Team (E-IBCT) | Общие сведения и сравнительная тактико-техническая характеристика машин на базе роботизированной транспортной платформы MULE, разрабатывавшихся в рамках проектов MULE и ARV целевых программ перевооружения Армии США Future Combat Systems (FCS) и Early Infantry Brigade Combat Team (E-IBCT) | Общие сведения и сравнительная тактико-техническая характеристика машин на базе роботизированной транспортной платформы MULE, разрабатывавшихся в рамках проектов MULE и ARV целевых программ перевооружения Армии США Future Combat Systems (FCS) и Early Infantry Brigade Combat Team (E-IBCT) | Общие сведения и сравнительная тактико-техническая характеристика машин на базе роботизированной транспортной платформы MULE, разрабатывавшихся в рамках проектов MULE и ARV целевых программ перевооружения Армии США Future Combat Systems (FCS) и Early Infantry Brigade Combat Team (E-IBCT) | Общие сведения и сравнительная тактико-техническая характеристика машин на базе роботизированной транспортной платформы MULE, разрабатывавшихся в рамках проектов MULE и ARV целевых программ перевооружения Армии США Future Combat Systems (FCS) и Early Infantry Brigade Combat Team (E-IBCT) | Общие сведения и сравнительная тактико-техническая характеристика машин на базе роботизированной транспортной платформы MULE, разрабатывавшихся в рамках проектов MULE и ARV целевых программ перевооружения Армии США Future Combat Systems (FCS) и Early Infantry Brigade Combat Team (E-IBCT) | Общие сведения и сравнительная тактико-техническая характеристика машин на базе роботизированной транспортной платформы MULE, разрабатывавшихся в рамках проектов MULE и ARV целевых программ перевооружения Армии США Future Combat Systems (FCS) и Early Infantry Brigade Combat Team (E-IBCT) | Общие сведения и сравнительная тактико-техническая характеристика машин на базе роботизированной транспортной платформы MULE, разрабатывавшихся в рамках проектов MULE и ARV целевых программ перевооружения Армии США Future Combat Systems (FCS) и Early Infantry Brigade Combat Team (E-IBCT) |
| Наименование машины | Наименование машины | MULE-T | MULE-C | ARV-A-L | ARV-A | ARV-H | ARV-R | Crusher |
| --- | --- | --- | --- | --- | --- | --- | --- | --- |
| Индекс заказчика | Индекс заказчика | XM1217 | XM1218 | XM1219 | индекс не присваивался | индекс не присваивался | индекс не присваивался | индекс не присваивался |
| Изображение | | | | | | | | |
| Назначение | Назначение | транспортная | инженерная | боевая разведывательная | боевая | боевая | боевая разведывательная | многоцелевая |
| База | База | колёсная | колёсная | колёсная | колёсная | гусеничная | колёсная | колёсная |
| База | База | колёсная | гусеничная | колёсная | колёсная | гусеничная | колёсная | колёсная |
| Головная организация (генподрядчик работ) | Головная организация (генподрядчик работ) | Lockheed Martin Missiles and Fire Control Systems, Inc. | Lockheed Martin Missiles and Fire Control Systems, Inc. | Lockheed Martin Missiles and Fire Control Systems, Inc. | BAE Systems, Inc. | BAE Systems, Inc. | BAE Systems, Inc. | CMU |
| Государственный контракт | дата заключения | 18 августа 2003 | 18 августа 2003 | 18 августа 2003 | 15 августа 2005 | 15 августа 2005 | 15 августа 2005 | |
| Государственный контракт | дата расторжения | 2009 | 2009 | 2010 | 8 февраля 2007 | | 8 февраля 2007 | |
| Задействованные структуры (субподрядчики) | разработчик | Teledyne Brown Engineering, Inc. | Teledyne Brown Engineering, Inc. | Teledyne Brown Engineering, Inc. | United Defense Industries, Inc. | United Defense Industries, Inc. | United Defense Industries, Inc. | NREC |
| Задействованные структуры (субподрядчики) | система автономной навигации | General Dynamics Robotics Systems, Inc. | General Dynamics Robotics Systems, Inc. | General Dynamics Robotics Systems, Inc. | General Dynamics Robotics Systems, Inc. | General Dynamics Robotics Systems, Inc. | General Dynamics Robotics Systems, Inc. | General Dynamics Robotics Systems, Inc. |
| Задействованные структуры (субподрядчики) | бортовая аппаратура и программное обеспечение | Austin Info Systems, Inc., Raytheon Co., Textron Systems Corp. | Austin Info Systems, Inc., Raytheon Co., Textron Systems Corp. | Austin Info Systems, Inc., Raytheon Co., Textron Systems Corp. | Austin Info Systems, Inc., Raytheon Co., Textron Systems Corp. | Austin Info Systems, Inc., Raytheon Co., Textron Systems Corp. | Austin Info Systems, Inc., Raytheon Co., Textron Systems Corp. | |
| Задействованные структуры (субподрядчики) | бортовая аппаратура и программное обеспечение | | Omnitech Robotics International LLC | | | | | |
| Задействованные структуры (субподрядчики) | системный интегратор | Boeing Co., Science Applications International Corp. | Boeing Co., Science Applications International Corp. | Boeing Co., Science Applications International Corp. | Boeing Co., Science Applications International Corp. | Boeing Co., Science Applications International Corp. | Boeing Co., Science Applications International Corp. | Boeing Co., Science Applications International Corp. |
| Программа опытно-конструкторских работ | Программа опытно-конструкторских работ | Multifunction Utility/Logistics and Equipment | Multifunction Utility/Logistics and Equipment | Multifunction Utility/Logistics and Equipment | Armed Robotic Vehicle | Armed Robotic Vehicle | Armed Robotic Vehicle | Armed Robotic Vehicle |
| Общая стоимость программы НИОКР, млн долл. | Общая стоимость программы НИОКР, млн долл. | 261,7 | 261,7 | 261,7 | 318,3 | 318,3 | 318,3 | 35 |
| Госзаказ на серийное производство, ед. | Госзаказ на серийное производство, ед. | 567 | 477 | 702 | 675 | 675 | 675 | н/д |
| Парк бригады нового состава по штату, ед. | Парк бригады нового состава по штату, ед. | 90 | 90 | 18 | 18 | н/д | 27 | н/д |
| Боевая масса, кг | Боевая масса, кг | 3323 | 3323 | 3175 | 9300 | 13000 | 8437 | 6350 |
| Габариты | длина, мм | 4340 | 4353,56 | 4353,56 | 4470,4 | 6019,8 | 4470,4 | 5105,4 |
| Габариты | ширина, мм | 2242,82 | 2413 | 2242,82 | 2514,6 | 2514,6 | 2514,6 | 2590,8 |
| Габариты | высота, мм | 1968,5 | 2524,76 | 2567,94 | 2451,1 | 2451,1 | 2451,1 | 1524 |
| Ходовые качества | скорость по шоссе, км/ч | 65 | | | | | | |
| Ходовые качества | скорость по пересечённой местности, км/ч | 48 | | | | | | 42 |
| Ходовые качества | запас хода по шоссе, км | 200 | 200 | 200 | 400 | 400 | 400 | |
| Ходовые качества | запас хода по пересечённой местности, км | 100 | 100 | 100 | | | | |
| Вооружение на борту | стрелково-пушечное | не предусматривалось | не предусматривалось | 25-мм автоматический гранатомёт XM307 или | 30/40-мм автоматическая пушка Mk 44 или другая аналогичного типа и | 30/40-мм автоматическая пушка Mk 44 или другая аналогичного типа и | 25-мм автоматический гранатомёт XM307 или | 12,7-мм крупно-калиберный тяжёлый пулемёт M2HB |
| Вооружение на борту | стрелково-пушечное | не предусматривалось | не предусматривалось | 7,62-мм единый пулемёт M240 | | | | 12,7-мм крупно-калиберный тяжёлый пулемёт M2HB |
| Вооружение на борту | управляемое ракетное | не предусматривалось | не предусматривалось | 4 × ПТУР FGM-148 Javelin P3I (разрабатывалась) или | 4 × ПТУР AGM-114 Hellfire или | 4 × ПТУР AGM-114 Hellfire или | не предусматривалось | не предусматривалось |
| Вооружение на борту | управляемое ракетное | не предусматривалось | не предусматривалось | 4 × ПТУР CKEM (разрабатывалась) | 4 × ПТУР AGM-169 Joint Common Missile (разрабатывалась) | 4 × ПТУР AGM-169 Joint Common Missile (разрабатывалась) | не предусматривалось | не предусматривалось |
| Система управления | Система управления | автономная навигационная система ANS + радиокомандное управление AN/PSW-2 | автономная навигационная система ANS + радиокомандное управление AN/PSW-2 | автономная навигационная система ANS + радиокомандное управление AN/PSW-2 | автономная навигационная система ANS + радиокомандное управление AN/PSW-2 | автономная навигационная система ANS + радиокомандное управление AN/PSW-2 | автономная навигационная система ANS + радиокомандное управление AN/PSW-2 | автономная навигационная система ANS + радиокомандное управление AN/PSW-2 |
| Источники информации - Griffin, Terry. Unmanned Ground Vehicles (англ.) (недоступная ссылка — история). // Army AL&T Magazine : Acquisition, Logistics & Technology. — Fort Belvoir, VA: ASAALT, January-February 2004. — P.42–43 — ISSN 0892-8657. - BAE Systems Contract For FCS Armed Robotic Vehicle Rises to $311.3M (англ.) (недоступная ссылка — история). (электронный ресурс) // Defense Industry Daily : Department of Defense & Industry Daily News. — Defense Industry Daily, LLC, August 18, 2005. - Teledyne Brown Engineering Awarded Future Combat Systems (FCS) Subcontract for $1.5 million Takes Advantage of Strategic Strengths in Modeling and Simulation (англ.). (электронный ресурс) // Teledyne Technologies Official Web-site. — Huntsville, Alabama: Teledyne Technologies Incorporated, September 10, 2004. - Nance, Scott. BAE Systems Wins $122.3 Million FCS Pact (англ.). // Defense Today : August 16, 2005. — Vol.26 — No.156 — P.1-2. - Hearing on National Defense Authorization Act for Fiscal Year 2007 and Oversight of Previously Authorized Programs before the Committee on Armed Services, House of Representatives, 109th Congress, 2nd Session: Tactical Air and Land Forces Subcommittee, Hearing on Future Combat Systems, Modularity and Force Protection Initiatives, April 4, 2006 (англ.). — H.A.S.C. No. 109-74 — Washington, D.C.: U.S. Government Printing Office, 2006. — Vol.4 — P.93–94,117 — 148 p. - UPI: UGCV PerceptOR Integration : UGCV PerceptOR Integration Crusher (англ.). — Pittsburgh, PA: National Robotics Engineering Center, 2006. — 4 p. - Crusher Unmanned Ground Combat Vehicle Unveiled (англ.). — Arlington, VA: Defense Advanced Research Projects Agency, April 28, 2006. — 2 p. - Lussier, Frances M. The Army's Future Combat Systems Program and Alternatives (англ.). — Congressional Budget Office Study. — Washington, D.C.: U.S. Government Printing Office, August 2006. — P.24–25,30 — 107 p. — (A CBO Study). - Development and Utilization of Robotics and Unmanned Ground Vehicles (англ.). — Washington, D.C.: Office of the Under Secretary of Defense, October 2006. — 58 p. - Armed Robotic Vehicle (ARV) BAE Systems (англ.). (электронный ресурс) // Defense Update : International, Online Defense Magazine, 2007. - Byers, D. Brian. Multifunctional Utility/Logistics and Equipment (MULE) Vehicle Will Improve Soldier Mobility, Survivability and Lethality (англ.) // Army AL&T Magazine : Acquisition, Logistics & Technology. — Fort Belvoir, VA: ASAALT, April-June 2008. — Special Issue: Future Combat Systems — Cornerstone of Army Modernization. — P.27–29 — ISSN 0892-8657. - Office of the Secretary of Defense Unmanned Systems Roadmap (2009–2034) (англ.). — Washington, D.C.: Office of the Secretary of Defense, 2009. — P.113,118,127 — 195 p. - Connors, Shaun C. ; Foss, Christopher F. Jane’s Military Vehicles and Logistics 2011–2012 (англ.). — 32nd Rev. ed. — L.: Jane’s Information Group, 2011. — 1035 p. — ISBN 978-0-7106-2952-4. - Cancellation of the Army’s Autonomous Navigation System (англ.). — GAO Report No. GAO-12-851R. — Washington, D.C.: U.S. Government Accountability Office, August 2, 2012. — P.3 — 10 p. | | | | | | | | |

## Модификации
На базе БРМ «Крашэр» были созданы следующие модификации:

### Mini Crusher
Вариант транспортно-грузовой машины с уменьшенными массо-габаритными характеристиками, разработанный Национальным инженерным центром робототехники, способный перемещаться среди завалов и других последствий разрушений, вызванных стихийными или техногенными факторами случайного (катастрофа) или целенаправленного (применение средств поражения) происхождения, а также для выполнения широкого круга задач, обусловленных его высокими маневренными качествами.

### Autonomous Platform Demonstrator
Вариант боевой машины, разработанный сотрудниками Инженерного центра исследований и разработки автобронетанковой техники Армии США по материалам, полученным от Национального инженерного центра робототехники.